# ویندوز فتوگالری
ویندوز فتوگالری (به انگلیسی: Windows Photo Gallery) برنامهٔ ویرایشگر و نمایش دهنده و اشتراک گذار عکس می‌باشد که از سوی مایکروسافت ارائه شده‌است.